# Маклеод, Иан Норман
Иан Норман Маклеод (англ. Iain Norman Macleod; 11 ноября 1913, Скиптон, Норт-Йоркшир — 20 июля 1970, Лондон) — британский государственный деятель. Член Консервативной партии.
Плейбой и профессиональный игрок в бридж в двадцатые годы, после военной службы Маклеод работал на  исследовательский отдел Консервативной партии до входа в парламент в 1950 году. Он был выдающимся оратором и спорщиком, и вскоре был назначен министром здравоохранения, позже служил министром труда.

## Ранняя жизнь
Иан Маклеод родился в Клиффорд Хаус, Скиптон , Йоркшир, 11 ноября 1913 года. Его отец, доктор Норман Александр Маклеод, был уважаемым терапевтом в Скиптоне и имел значительную юридическую практику (оказывал медицинские услуги тем, кто не мог позволить себе платить); молодой Иан часто сопровождал отца в его обходах. Его родители были из острова Льюиса в Западных островах Шотландии . Они переехали в Скиптон в 1907 году. Маклеод вырос в тесных личных и культурных связях с Шотландией, поскольку его родители купили в 1917 году часть «Leverhulme», поместье на острове Льюис, где они часто останавливались для семейного отдыха.
Иан получил образование в гимназии Эрмистеда в Скиптоне, затем проучился четыре года (начиная с 1923 года) в Дамфрисшире Святого Ниниана, а затем пять лет в частной школе «Fettes College» в Эдинбурге. Маклеод не проявил большого академического таланта, но развил стойкую любовь к литературе, особенно к стихам, которые он читал и запоминал в большом количестве.

## Военная служба

### Ранняя война
В сентябре 1939 года, на вспышке Второй мировой войны , Иан Норман Маклеод был зачислен в британскую армию в качестве рядового в Королевских Стрелках. 20 апреля 1940 года он был назначен офицером в звании младшего лейтенанта в полк герцога Веллингтона. Иан получил личный номер - 129352. Батальон Маклеода был отправлен за границу во Францию, чтобы участвовать в действия в битве за страну в мае, где вскоре он был ранен в ногу летящим бревном от немецкого бронемобиля . Его лечили в больнице в Эксетере и оставили на всю жизнь легкую хромоту. В более позднем возрасте, помимо хромоты, он страдал из-за заболевания позвоночника (Болезнь Бехтерева).
В возрасте 27 лет Иан уже считался слишком старым, чтобы быть командиром взвода. Когда он снова был готов к работе, он служил штабным капитаном 46-й дивизии в Уай, под командованием заместителя помощника генерал- капитана Доутри. В 1941 году пьяный Маклеод чуть не убил Доутри, поскольку тот вместо игры в покер с товарищем — улегся спать . Он стрелял в свою дверь, пока в его револьвере не кончились патроны, а затем потерял сознание, разбив дверь тяжелым предметом мебели. На следующее утро он потребовал извинений за отказ в игре, хотя после этого двое мужчин остались друзьями. Позже Доутри стал главным секретарем Вестминстерского совета